# Nakamikado
Nakamikado (中御門, 14 de janeiro de 1702 – 10 de maio de 1737) foi o 114º imperador do Japão, na lista tradicional de sucessão.

## Vida
Antes da ascensão ao Trono do Crisântemo, seu nome pessoal (sua imina) era Principe Imperial Yasuhito. Em 1708, ele se tornou o príncipe herdeiro. Em 1709, após a abdicação do imperador Higashiyama, se tornou imperador. Devido a sua pouca idade, inicialmente seu pai, Higashiyama e depois seu avô, o Reigen reinaram em seu lugar.
Seu reinado corresponde ao período do sexto xogum, Tokugawa Ienobu, ao oitavo xogum, Tokugawa Yoshimune. Durante esse período, as relações com o Bakufu foram muito boas. Fala-se de um casamento entre a princesa imperial Yoshiko, filha do imperador aposentado Reigen com o sétimo xogum, Tokugawa Ietsugu que acabou com a morte súbita deste.
Entre 7 de Julho de 1710 e 22 de Março de 1711 Uma missão diplomática da Dinastia Shō do Reino de Ryukyu foi recebida pelo xogunato. Esta foi a maior delegação , com cerca de 168 pessoas recebida pelas autoridades durante o período Edo. Em 1711 outra missão diplomática , desta feita do reino de Joseon veio ao Japão para fortalecer os laços com o Shōgun Ienobu.
Em 1717 as Reformas Kyōhō foram organizadas, implementadas e supervisionadas pelo xogum Tokugawa Yoshimune.
Em 1721 a população de Edo atingiu a 1,1 milhão de habitantes, se tornando naquele momento a maior cidade do mundo.
Em 1735 Nakamikado abdicou em favor de Sakuramachi. Em 1737, ele veio a falecer. A memória do imperador Nakamikado foi preservada em seu mausoléu (misasagi) designado pelo governo Tsukinowa no misasagi, que está localizado em Sennyu-ji no bairro Higashiyama-ku em Quioto.